# 宮下町 (福島市)
宮下町（みやしたちょう）は、福島県福島市の町名。丁番を持たない単独町名である。郵便番号は960-8011。

## 地理
市の本庁所管にあたる中央東地域に属し、中心市街地の中央部に位置する。東西は福島市道29号杉妻町御山線から福島市道中町御山町線にかけての約270m、南北は福島市道宮下町曾根田町線から福島市道御山町1号線、8号線（福島県立橘高等学校北側境界）にかけての約550mの台形の範囲を町域とする。北で御山町、北東で霞町、東で新浜町、南東で新町、南西で万世町、西で天神町、北西で森合町と隣接する。上町に所在する 福島警察署及び天神町に所在する福島消防署のそれぞれ管轄にあたる。町内は住宅地が広がる。

## 歴史
1940年代に従来の大字曽根田を廃し、地番呼称変更が行われ設置された。1964年に住居表示が実施され現在に至る。

## 世帯数と人口
2021年（令和3年）10月31日現在の世帯数と人口は以下の通りである。
| 町丁   | 世帯数  | 人口  |
| ------ | ------- | ----- |
| 宮下町 | 392世帯 | 744人 |

## 小・中学校の学区
市立小・中学校に通う場合、学区は以下の通りとなる。
| 番地 | 小学校                 | 中学校                 |
| ---- | ---------------------- | ---------------------- |
| 全域 | 福島市立福島第四小学校 | 福島市立福島第四中学校 |

## 交通

### 鉄道
- 域内に鉄道施設は無く、曽根田町に所在する福島交通飯坂線曽根田駅が最寄である。

### 道路
- 福島市道29号杉妻町御山線　県庁通り
- 福島市道30号曾根田三本木線

### バス
福島交通路線バス
- 宮下町
  - 大波経由掛田駅前行 / 市内循環ももりん１コース（大町先回り） / 文知摺観音・大波経由掛田駅前行 / 福島市役所前行（1番ポール）
  - 市内循環ももりん２コース（美術館先回り） / 由添団地経由庭坂行 / 福島駅東口行（2番ポール）

## 施設
- 福島県立橘高等学校